# Kittagali, Madhugiri
Kittagali là một làng thuộc tehsil Madhugiri, huyện Tumkur, bang Karnataka, Ấn Độ.